# St. Michaels (Arizona)
St. Michaels – jednostka osadnicza w Stanach Zjednoczonych, w stanie Arizona, w hrabstwie Apache.